# Duje Balavac
Duje Balavac ili Štandarac bio je hrvatski humoristično-satirični mjesečnik iz Splita. 
Prvi je broj izašao 7. veljače 1908., a zadnji srpnja 1923. godine. Uređivao ga je Ante Katunarić. 
Među poznatim suradnicima bili su Josip Barač, Emanuel Vidović (karikature) i drugi.